# Caos de bloques
Un caos de bloques, caos de bolas o berrocal es un tipo de paisaje granítico, en el que se presenta una gran cantidad de berruecos, bolones o piedras caballeras.
Consiste en una agrupación de bolones graníticos resultante de la meteorización de una formación granítica a favor de los planos de diaclasas verticales, horizontales y oblicuas que este presenta y del desplazamiento de los materiales de alteración. 

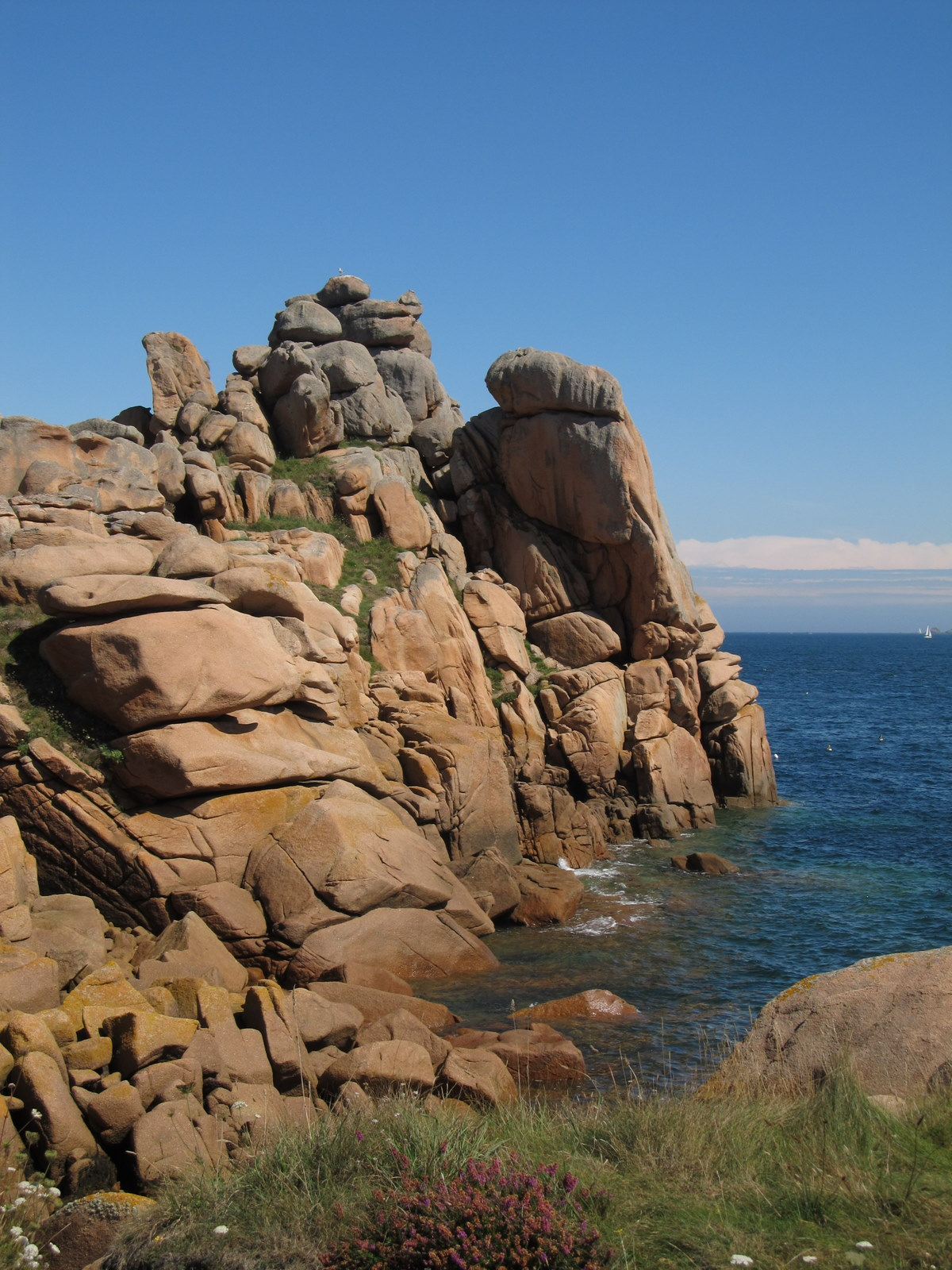
Caos granítico de la Costa de granito rosa, Bretaña (Francia).

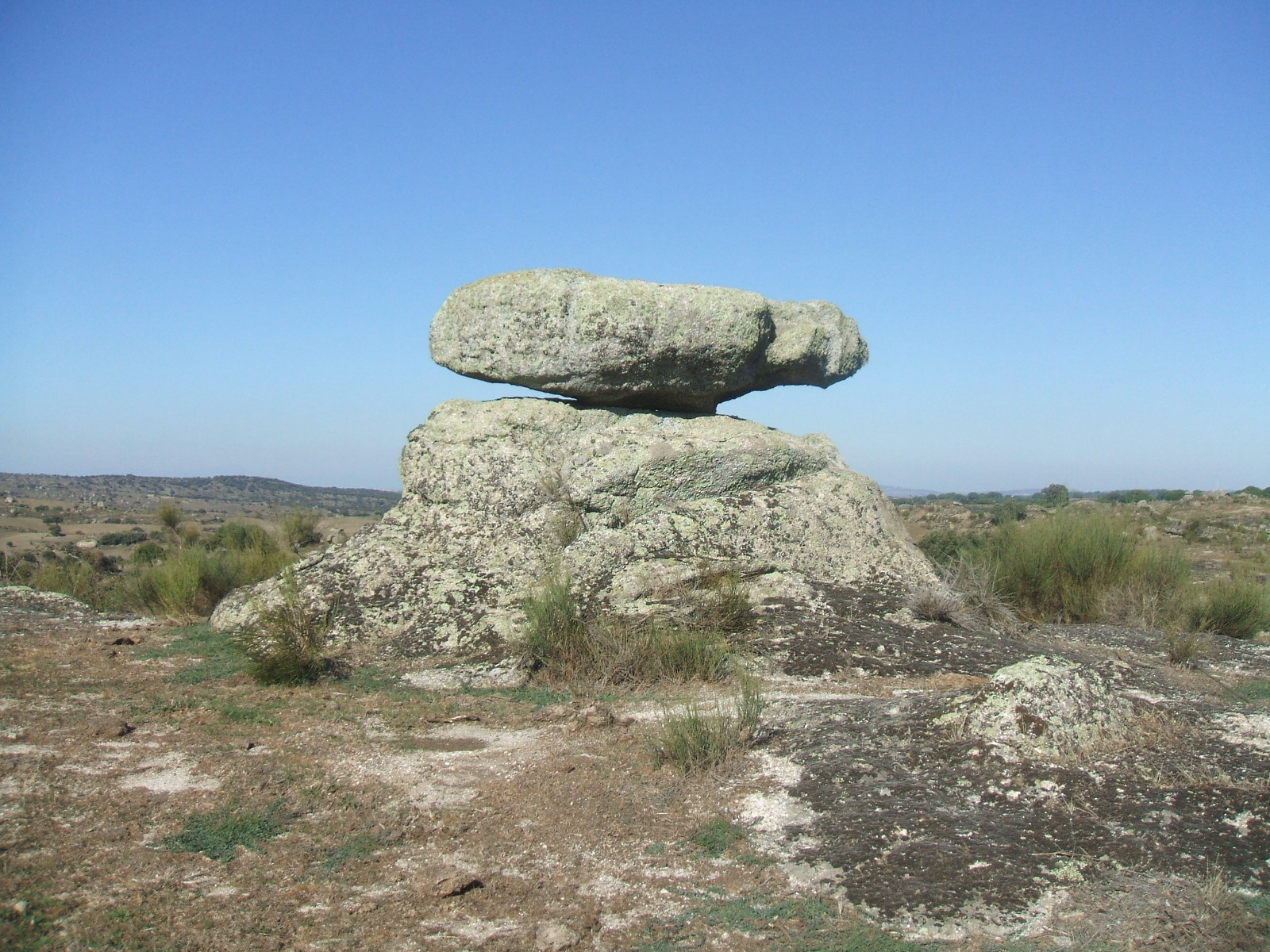
Berrueco en Extremadura, España.

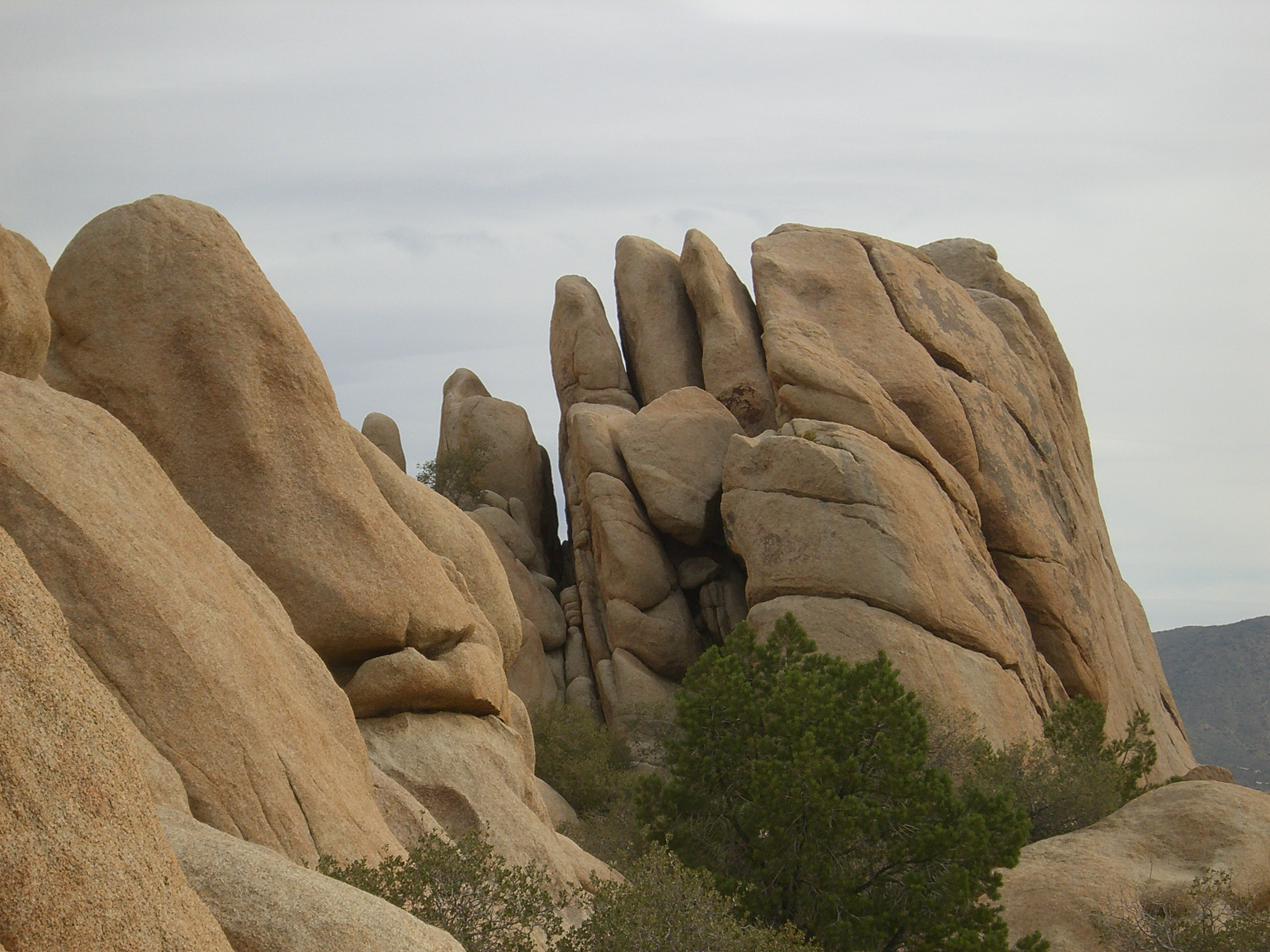
Berrocal en el Parque nacional de Árboles de Josué, California, EE. UU..

## Designaciones y escalas
Caos, pedreros, campos de bloques o de cantos rodados, felsenmeers (mares de bloques) o incluso blockfields, son términos utilizados por los geomorfólogos sin que los límites entre estas denominaciones sean siempre claros en cuanto a los orígenes (meteorización, crioclastia, etc.) o las escalas. Un felsenmeer, por ejemplo, es una cobertura superficial de bloques contiguos. El término no es genérico, ya que hay diferentes procesos que pueden ser responsables de su formación, como la crioclastia.
Las superficies en cuestión, obviamente, dependerán de los afloramientos rocosos, pero también de los procesos de desplazamiento implicados (gravedad, hielo, etc.). La longevidad de estos accidentes también es variable tanto desde el punto de vista de los procesos naturales como de la explotación humana (cantera, turismo,...). La cuestión de la génesis de los campos de bloques es compleja y las convergencias de formas complican sin duda las interpretaciones.

## Formación
- Las formaciones en bolos de las rocas cristalinas: el proceso de meteorización del granito sano conduce a la desintegración de los minerales constituyentes del granito que dan las arenas (nacidos de cuarzo y de feldespatos) y arcillas (nacidos de micas) gracias a las discontinuidades (diaclasas, filones, etc.) extraídas preferentemente por el agua. Las porciones de granito sano subsistentes en el manto de arenas. Cuando este es despejado por la erosión, quedan los bloques redondeados que constituyen el accidente del caos;

- Las herencias glaciares y periglaciales (véanse, por ejemplo, los felsenmeers): los paisajes polares son ricos en campos de bloques. La presencia de caos de bloques en determinados lugares sirvieron inicialmente para definir los límites de las regiones glaciares, los glaciares que transportan arenas y desplazan los bloques y en particular los tors. Sin embargo, no siempre es concebible considerar una reconstrucción de los paisajes de bloques en la duración del Holoceno (10 000 años) ya que los procesos de meteorización son lentos y poco eficaces en contextos polares y subpolares. En cambio, las grietas de descompresión (debido a la liberación por el hielo de las vertientes del valle), por ejemplo, en Spitsbergen han liberado a veces gigantescos bloques en solo unos 1500 años;[3]

Se forman por la descomposición del granito que es una roca impermeable y dura pero muy sensible a la descomposición química; la descomposición es especialmente intensa en la red de fisuras que recorre todo su espesor. El agua se filtra en las fisuras y el hielo hace estallar la roca.
Los caos graníticos evolucionan gracias a la cristalización y el enfriamiento en profundidad de una intrusión granítica, creando una red de fallas de retracción, en su mayoría, ortogonales en profundidad: estas diaclasas debilitan después el granito intrusivo en bloques paralelipédicos. Cuando la erosión de las rocas vecinas más blandas hace aflorar el plutón granítico, las aguas superficiales erosionan este macizo granítico. La erosión en profundidad hidroliza los feldespatos en arcillas, lo que desagrega el granito en arena granítica, la erosión de la superficie por el agua que se filtra en las grietas más o menos amplias acaban por hacer estallar la roca. Este fenómeno conduce a desprender bloques paralelipédicos de granito que siguen erosionándose en piel de cebolla. Ello resulta en piedras de todos los tamaños, bolos de piedra (formación de tors) que terminan por amontonarse unos sobre otros en equilibrios a veces precarios o se disocian completamente y se acumulan para formar un caos granítico.

## Caos de bloques en el mundo

### España
Abundan los berrocales en el Sistema Central: Somosierra, Sierra del Guadarrama, Sierra de Gredos y varias zonas de Extremadura. Algunos de los más famosos son: 
- La Pedriza, en la Comunidad de Madrid
- El monumento natural de Los Barruecos en Malpartida de Cáceres
- Los Canchos Blancos de San Vicente de Alcántara, en Badajoz

### Francia
- Los caos graníticos de la costa de granito rosa y de la Costa de Plata de Huelgoat en Bretaña
- Los caos graníticos de Monte Lozère, Margeride y otros, en el Macizo Central
- Les compayrés del Sidobre, el río de piedras de Mont Sidobre, el Roc de l'Oie y el roquedo de Peyro Clabado, en Tarn
- Les Pierres Jaumâtres, monte Barlot en Toulx-Sainte-Croix, Creuse
- El caos granítico de Guérande en Loire Atlantique
- El caos granítico de Piquet (parte baja del valle del Yon y de la Sèvre nantaise):[5] bolos graníticos de todos los tamaños debido a una fracturación regular y a una erosión fluvial, formas menores: marmitas de gigantes;[6]
- Los taffoni en Córcega
- La torre de Roche des Fées, en Gazon du Faing, Vosges: bloques y bolos residuales que muestran una acción periglaciar durante la última glaciación[7]

### Otros países
- En Chile, al pie del cerro Guanaquero, en la IV Región de Coquimbo;
- Los castillos-koljés en Sudáfrica: residuos de inselberg o formas de déchaussement de gran talla;[8]
- El mar de rocas de Lautertal, Felsenmeer, en Alemania;
- Las célebres formaciones graníticas del archipiélago de las Seychelles (grupo de las islas interiores);
- Machu Picchu se encuentra en una zona de caos graníticos.[9]

## Galería

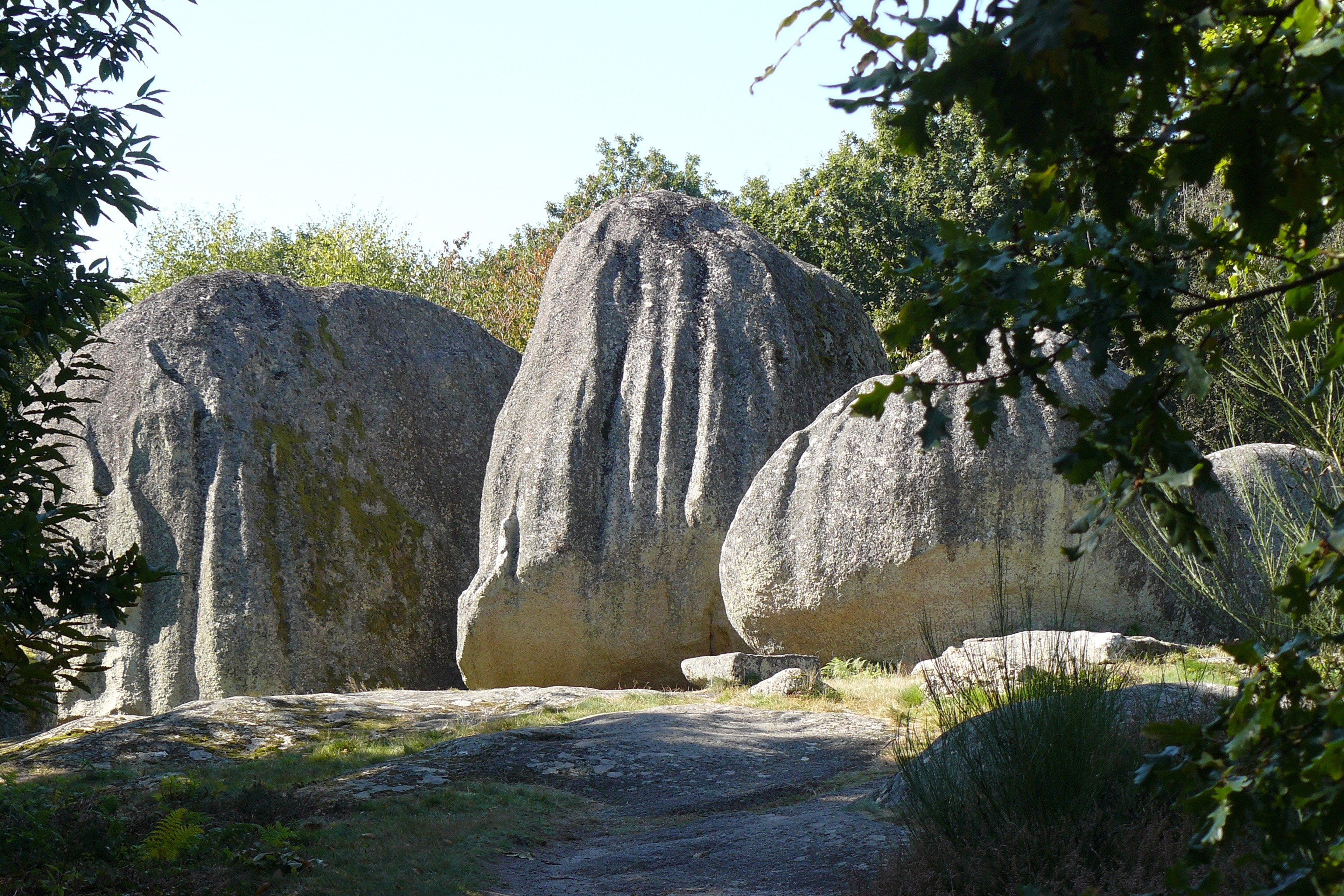
Pierres jaumâtres, monte Barlot, Creuse.
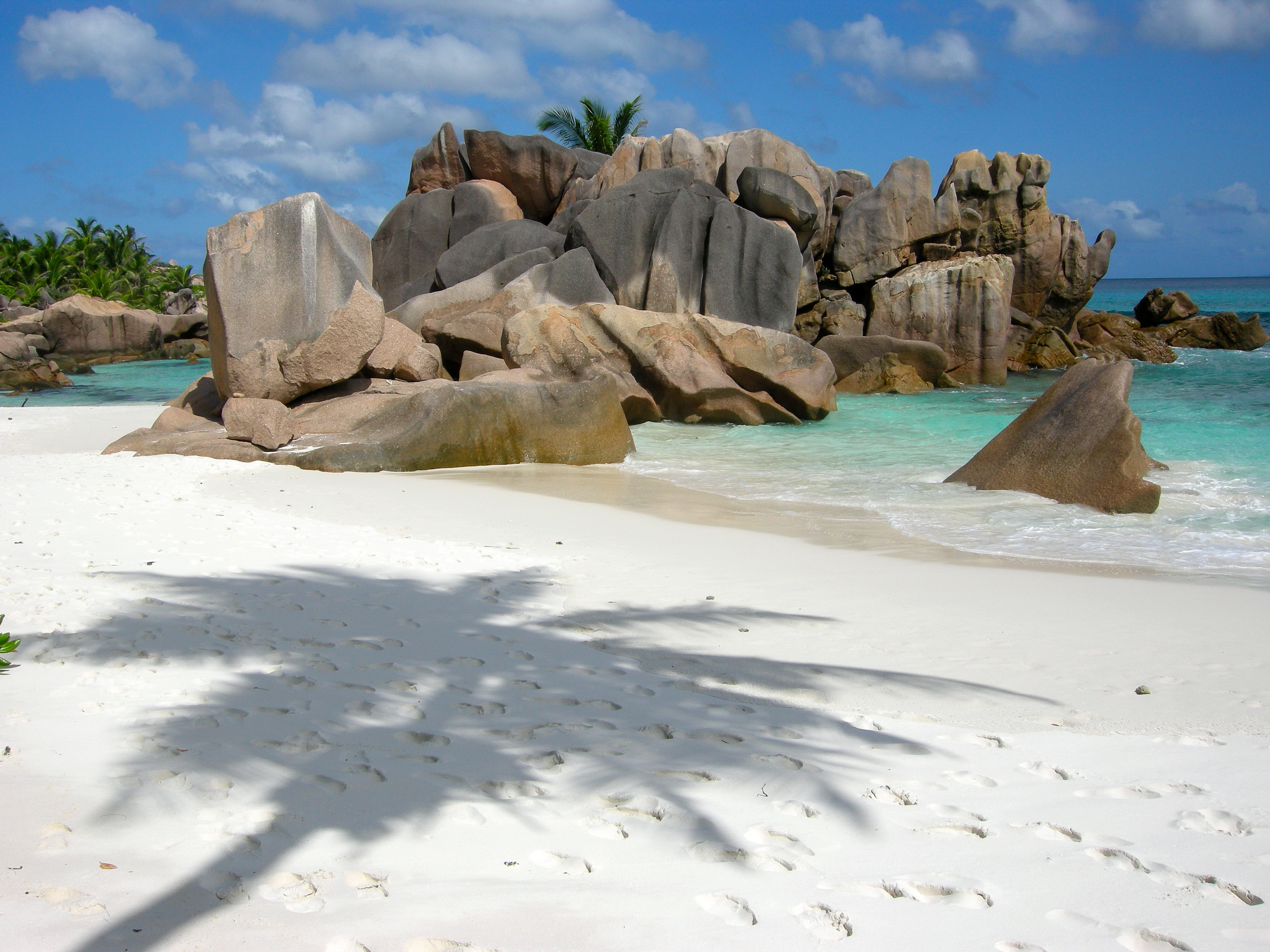
Anse Cocos, La Digue, Seychelles.
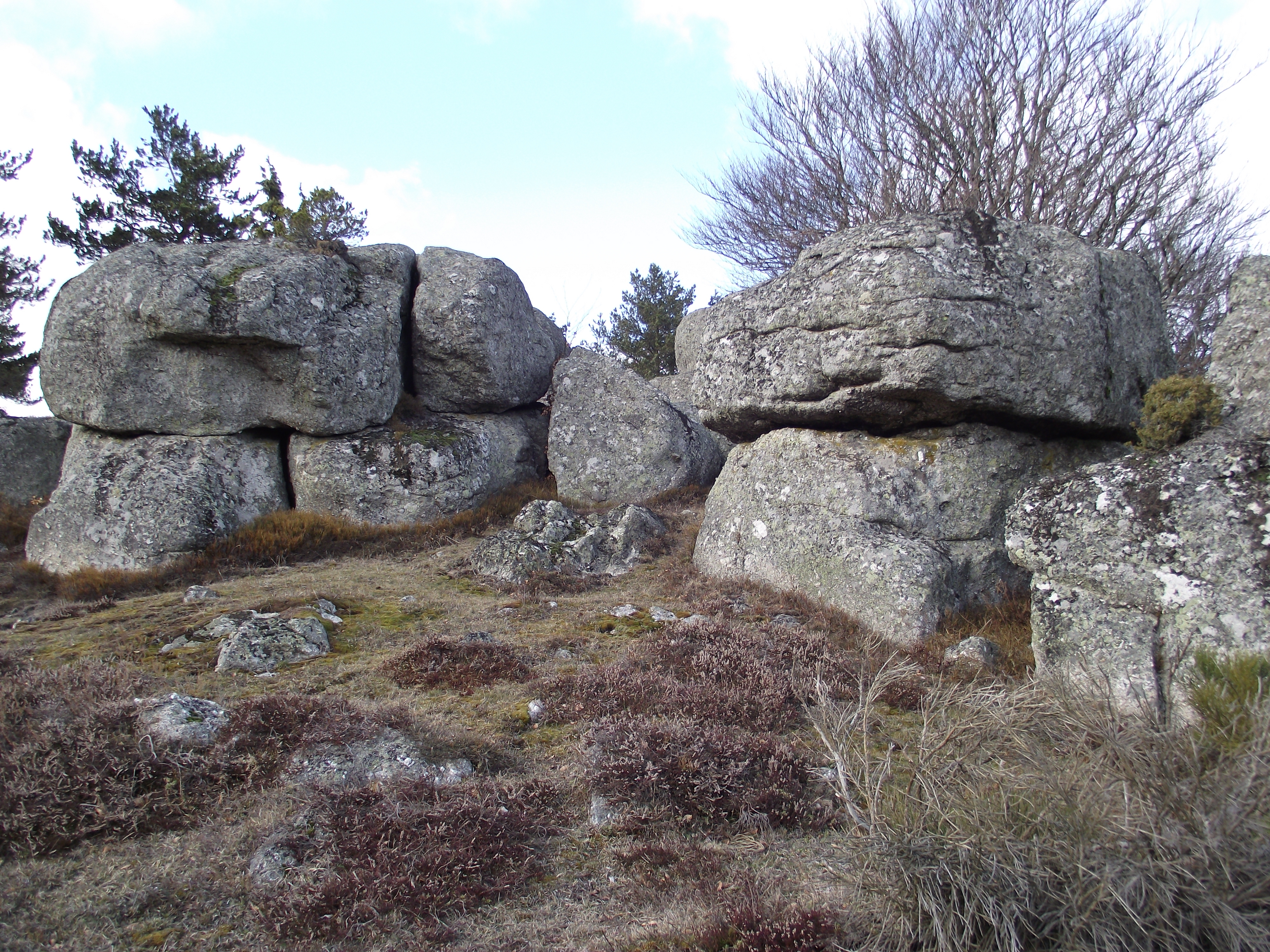
Caos de bloques en el este de los montes d'Aubrac del Macizo central (Francia), región rica en formaciones de este tipo. Las largas diaclasas rompen la roca en bloques.